# Giannīs Potouridīs
Giannīs Potouridīs (in greco: Γιάννης Ποτουρίδης; Salonicco, 27 febbraio 1992) è un calciatore greco, difensore dell'Arīs Petroupolīs.

## Caratteristiche tecniche
È un difensore centrale.

## Carriera

### Club
Ha esordito nel 2010, precisamente il 3 novembre, in prima squadra grazie all'allenatore Ernesto Valverde.
Il 26 agosto 2014 passa a titolo definitivo dal Novara al Panthrakikos.

### Nazionale
Nel 2010 è stato convocato per la prima volta in Under-19 per poi passare in Under-21, della quale è stato anche il capitano.

## Statistiche

### Presenze e reti nei club
Statistiche aggiornate al 1º agosto 2017.
| Stagione            | Squadra             | Campionato          | Campionato | Campionato | Coppe nazionali | Coppe nazionali | Coppe nazionali | Coppe continentali | Coppe continentali | Coppe continentali | Altre coppe | Altre coppe | Altre coppe | totale | totale | totale |
| Stagione            | Squadra             | Comp                | Pres       | Reti       | Comp            | Pres            | Reti            | Comp               | Pres               | Reti               | Comp        | Pres        | Reti        | Pres   | Reti   |        |
| ------------------- | ------------------- | ------------------- | ---------- | ---------- | --------------- | --------------- | --------------- | ------------------ | ------------------ | ------------------ | ----------- | ----------- | ----------- | ------ | ------ | ------ |
| 2010-2011           | Olympiakos          | SL                  | 6          | 0          | CG              | 2               | 0               | UEL                | 0                  | 0                  | -           | -           | -           | 8      | 0      |        |
| 2011-2012           | Olympiakos          | SL                  | 5          | 0          | CG              | 2               | 0               | UCL                | 1                  | 0                  | -           | -           | -           | 8      | 0      |        |
| Totale Olympiakos   | Totale Olympiakos   | Totale Olympiakos   | 11         | 0          |                 | 4               | 0               |                    | 1                  | 0                  |             | -           | -           | 16     | 0      |        |
| 2012-2013           | Platanias           | SL                  | 21         | 0          | CG              | 3               | 0               | -                  | -                  | -                  | -           | -           | -           | 24     | 0      |        |
| 2013-2014           | Novara              | B                   | 16+1       | CI         | 1               | 0               | -               | -                  | -                  | -                  | -           | -           | 18          | 0      |        |        |
| ago. 2014           | Novara              | -                   | -          | -          | CI              | 1               | 0               | -                  | -                  | -                  | -           | -           | -           | 1      | 0      |        |
| 2014-2015           | Panthrakikos        | SL                  | 30         | 0          | CG              | 3               | 0               | -                  | -                  | -                  | -           | -           | -           | 33     | 0      |        |
| 2015-2016           | Panthrakikos        | SL                  | 27         | 0          | CG              | 2               | 0               | -                  | -                  | -                  | -           | -           | -           | 29     | 0      |        |
| Totale Panthrakikos | Totale Panthrakikos | Totale Panthrakikos | 57         | 0          |                 | 5               | 0               |                    | -                  | -                  |             | -           | -           | 62     | 0      |        |
| 2016-mar. 2017      | Larissa             | SL                  | 6          | 0          | CG              | 2               | 0               | -                  | -                  | -                  | -           | -           | -           | 8      | 0      |        |
| mar.-lug. 2017      | Miedź Legnica       | 1L                  | 5          | 0          | -               | -               | -               | -                  | -                  | -                  | -           | -           | -           | 5      | 0      |        |
| Totale carriera     | Totale carriera     | Totale carriera     | 117        | 0          |                 | 16              | 0               |                    | 1                  | 0                  |             | -           | -           | 134    | 0      |        |

## Palmarès

### Club

#### Competizioni nazionali
- Campionato greco: 2

Olympiakos: 2010-2011, 2011-2012
- Coppa di Grecia: 1

Olympiakos: 2011-2012
- Gamma Ethniki: 1

Paniōnios: 2023-2024 (gruppo 4)